# كيث فرنسيس
كيث فرنسيس (14 نوفمبر 1933 في أستراليا - ) (بالإنجليزية: Keith Francis)‏ هو لاعب كريكت أسترالي.

## وصلات خارجية
- كيث فرنسيس على موقع إي آس بي آن كريك إنفو (الإنجليزية)